# Lanh Wyoming
Linum compactum là một loài thực vật có hoa trong họ Linaceae. Loài này được A. Nelson mô tả khoa học đầu tiên năm 1904.